# Fatso – Und wovon träumst du?
Fatso ist ein norwegischer Film aus dem Jahr 2008 unter der Regie von Arild Fröhlich. Der Film basiert lose auf dem gleichnamigen Roman von Lars Ramslie aus dem Jahr 2003.

## Handlung
Der schüchterne Übersetzer Rino war bislang noch nie mit einer Frau zusammen. Seine sexuellen Erfahrungen beschränken sich auf Selbstbefriedigung. Der sarkastische Fillip ist der einzige Freund des übergewichtigen Verlierers. Rino vertreibt sich seine Zeit überwiegend mit dem Anschauen von Porno-Videos und dem Zeichnen erotischer Comics. Als Rinos Vater ein Zimmer der Wohnung an die attraktive Schwedin Malin vermietet, verändert sich Rinos bisher beschauliches Leben schlagartig. Künftig träumt er von einer Beziehung mit der jungen Frau, aber seine tölpelhaften Annäherungsversuche misslingen immer wieder.

## Kritik
„Hintergründig, aber auch mit handfestem Humor unterhaltende Außenseiter-Tragikomödie.“

## Auszeichnungen
Fatso gewann bei Den norske filmfestivalen 2009 den Amanda Award für die Beste Regie. Josefin Ljungman, die Darstellerin der Malin, war ebenfalls für den Amanda Award als Beste Nebendarstellerin nominiert.